# Perdiu boscana de collar

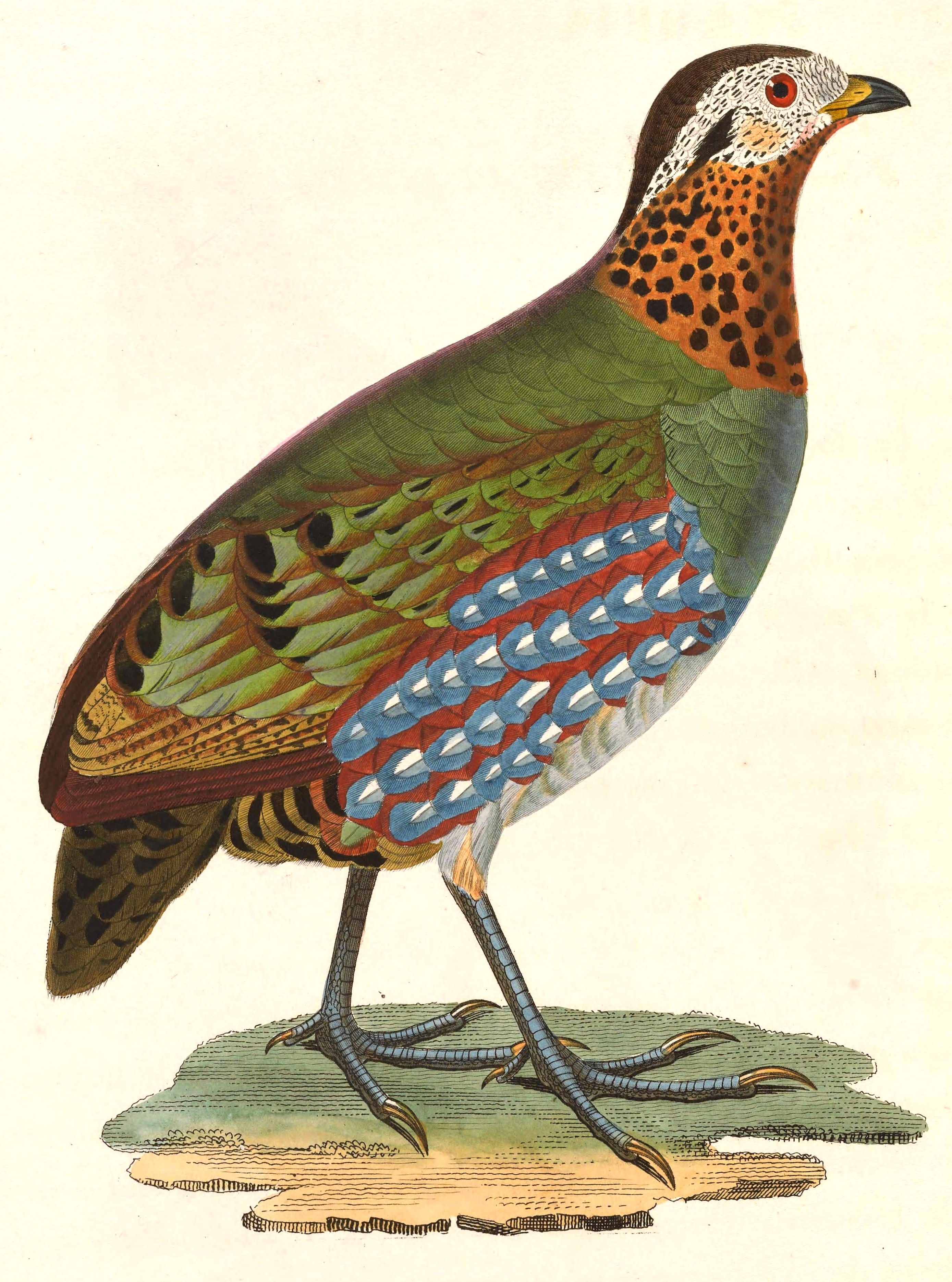
Femella

La perdiu boscana de collar (Arborophila torqueola) és una espècie d'ocell de la família dels fasiànids (Phasianidae) que habita zones boscoses de l'Himàlaia, al nord de l'Índia, sud del Tibet, sud-oest de la Xina, oest i nord de Myanmar i nord del Vietnam.

## Descripció
Els mascles de l'espècie tenen patrons i marques ornamentades, una combinació de coroneta i cara taronges contra un cap negre i gola ratllada. Les femelles no tenen les marques distintives al cap ni el pit i la part superior del ventre grisos del mascle, amb la coloració del flanc de plomes blanques ratllades de color marró gingebre que s'estenen més amunt i a través del ventre de la femella. Hi ha quatre subespècies basades en les diferències en les marques al cap del mascle. La longitud d'aquesta espècie és d'aproximadament 27-30 cm i el pes pot variar entre 230 g per a una femella petita i 390 g per a un mascle gros i gras.

## Distribució i hàbitat
La distribució de la perdiu boscana de collar s'estén per una franja estreta des de l'Himàlaia occidental fins al nord del Vietnam. Es troba a l'Índia, Nepal, Bhutan, Tibet, Myanmar, Tailàndia i Vietnam. Els hàbitats naturals són els boscos humits de terres baixes subtropicals o tropicals i els boscos muntans humits subtropicals o tropicals. L'espècie no està amenaçada globalment i és comuna a la major part de la seva àrea de distribució.

## Comportament
Es veuen principalment en parelles o petits grups de fins a 10 individus que poden estar formats per grups familiars.

### Reproducció
Les poblacions índies de perdiu boscana de collar comuna es reprodueixen entre abril i juny, tot i que s'ha registrat una reproducció més primerenca a altituds més baixes. La mida mitjana de la posta és de 3 a 5 ous, però també s'han observat fins a nou ous (en captivitat, les postes de més de 3 ous són essencialment desconegudes). Els ous són blancs, els temps d'incubació no es registren en exemplars salvatges, però es registra que són de vint-i-quatre dies per als captius. El niu és una bola de qualsevol material manejable que es trobi a pocs metres del lloc del niu amb una escletxa poc profunda folrada al centre per formar la copa del niu. En captivitat, l'estructura és generalment inestable tret que estigui suportada, normalment dins de vegetació o arrels de creixement baix.

### Alimentació
L'aliment de la perdiu boscana de collar comprèn llavors i diversos invertebrats, que recull gratant a la fullaraca. Té un reclam de contacte semblant al d'una gallina que emet constantment quan s'alimenta.

## Subespècies
Es reconeixen cinc subespècies reconegudes:
- A. t. millardi (Baker, 1921) - oest de l'Himàlaia a oest de Nepal.
- A. t. torqueola (Valenciennes, 1825) - centre i est de l'Himalayas a nord de Myanmar i sud de la Xina.
- A. t. interstincta (Ripley,1951) - sud i sud-est d'Assam (nord-est de l'Índia).
- A. t. batemani (Ogilvie-Grant, 1906) - oest i nord-oest de Myanmar i sud de la Xina.
- A. t. griseata (Delacour & Jabouille, 1930) - nord-oest Vietnam.